# Astragalus kongrensis
Astragalus kongrensis är en ärtväxtart som beskrevs av John Gilbert Baker. Astragalus kongrensis ingår i släktet vedlar, och familjen ärtväxter. Inga underarter finns listade i Catalogue of Life.